# جیمی کار
جیمی کار (انگلیسی: Jimmy Carr؛ زادهٔ ۱۵ سپتامبر ۱۹۷۲) کمدین و بازیگر سینما اهل بریتانیا است.
از فیلم‌ها یا برنامه‌های تلویزیونی که وی در آن نقش داشته‌است می‌توان به تندرشکن، من کندی می‌خوام اشاره کرد.